# Jonathan Khemdee
 Jonathan Khemdee  (thailändisch โจนาธาน เข็มดี, * 9. Mai 2002 in Surin), auch als Joe bekannt, ist ein thailändisch-dänischer Fußballspieler.

## Karriere

### Verein
Der Innenverteidiger erlernte das Fußballspielen in den Jugendmannschaften von Skårup IF sowie Svendborg fB und wechselte von dort 2017 in den Nachwuchs des dänischen Erstligisten Odense BK. Dort kam er ab 2019 auch in dessen Reserve zum Einsatz und gehörte später zum erweiterten Kader der Profis. Am 10. März 2021 absolvierte er seinen einzigen Pflichtspieleinsatz im Viertelfinale des nationalen Pokals gegen den FC Midtjylland (0:3). Im Sommer 2022 verlieh ihn der Verein an Næstved BK in die Zweite Liga und Khemdee bestritt dort elf Ligaspiele. Nach seiner Rückkehr im folgenden November wurde der Vertrag in Odense nicht verlängert. Im Januar 2023 wechselte er nach Thailand, wo er einen Vertrag beim Erstligisten Ratchaburi FC unterschrieb. Er konnte sich als Stammspieler etablieren.

### Nationalmannschaft
Von 2021 bis 2023 spielte er für die thailändische U23-Nationalmannschaft und bestritt insgesamt 14 Spiele. Mit der Auswahl holte er dabei die Silbermedaille bei den Südostasienspielen in Vietnam. 2023 spielte er viermal in der U22-Nationalmannschaft. Mit dem Team nahm er an den Südostasienspielen im Kambodscha teil. Im Endspiel musste man sich der Mannschaft aus Indonesien geschlagen geben. Sein Debüt in der A-Nationalmannschaft gab Khemdee am 10. September 2024 in einem Freundschaftsspiel gegen Vietnam. Bei dem 2:1-Erfolg im Mỹ-Đình-Nationalstadion in Vietnam stand er in der Startelf und spielte die kompletten 90 Minuten. Im Oktober 2024 nahm er mit der Mannschaft am King’s Cup 2024 teil. Im Endspiel am 14. Oktober 2024 im Tinsulanon Stadium in Songkhla besiegte man das Team aus Syrien mit 2:1.

## Erfolge
Thailand
- King’s Cup: 2024

Thailand U23
- Südostasienspiele: 2021 (Silbermedaille)

Thailand U22
- Südostasienspiele: 2023 (Silbermedaille)